# La Vieux-Rue
La Vieux-Rue ist eine französische Gemeinde mit 576 Einwohnern (Stand: 1. Januar 2022) im Département Seine-Maritime in der Region Normandie (vor 2016: Haute-Normandie). Sie gehört zum Arrondissement Rouen und zum Kanton Le Mesnil-Esnard (bis 2015: Kanton Darnétal). Die Einwohner werden Velliruais genannt.

## Geographie
La Vieux-Rue liegt etwa 13 Kilometer ostnordöstlich von Rouen. Umgeben wird La Vieux-Rue von den Nachbargemeinden Morgny-la-Pommeraye im Norden, Blainville-Crevon im Osten, Servaville-Salmonville im Osten und Südosten, Préaux im Westen und Süden sowie Quincampoix im Nordwesten.

## Einwohnerentwicklung
| 1962                      | 1968 | 1975 | 1982 | 1990 | 1999 | 2006 | 2013 |
| ------------------------- | ---- | ---- | ---- | ---- | ---- | ---- | ---- |
| 224                       | 196  | 249  | 311  | 374  | 407  | 444  | 552  |
| Quelle: Cassini und INSEE |      |      |      |      |      |      |      |

## Sehenswürdigkeiten
- Kirche Saint-Martin, Monument historique
- Herrenhaus von Saint-Saire aus dem 16. Jahrhundert

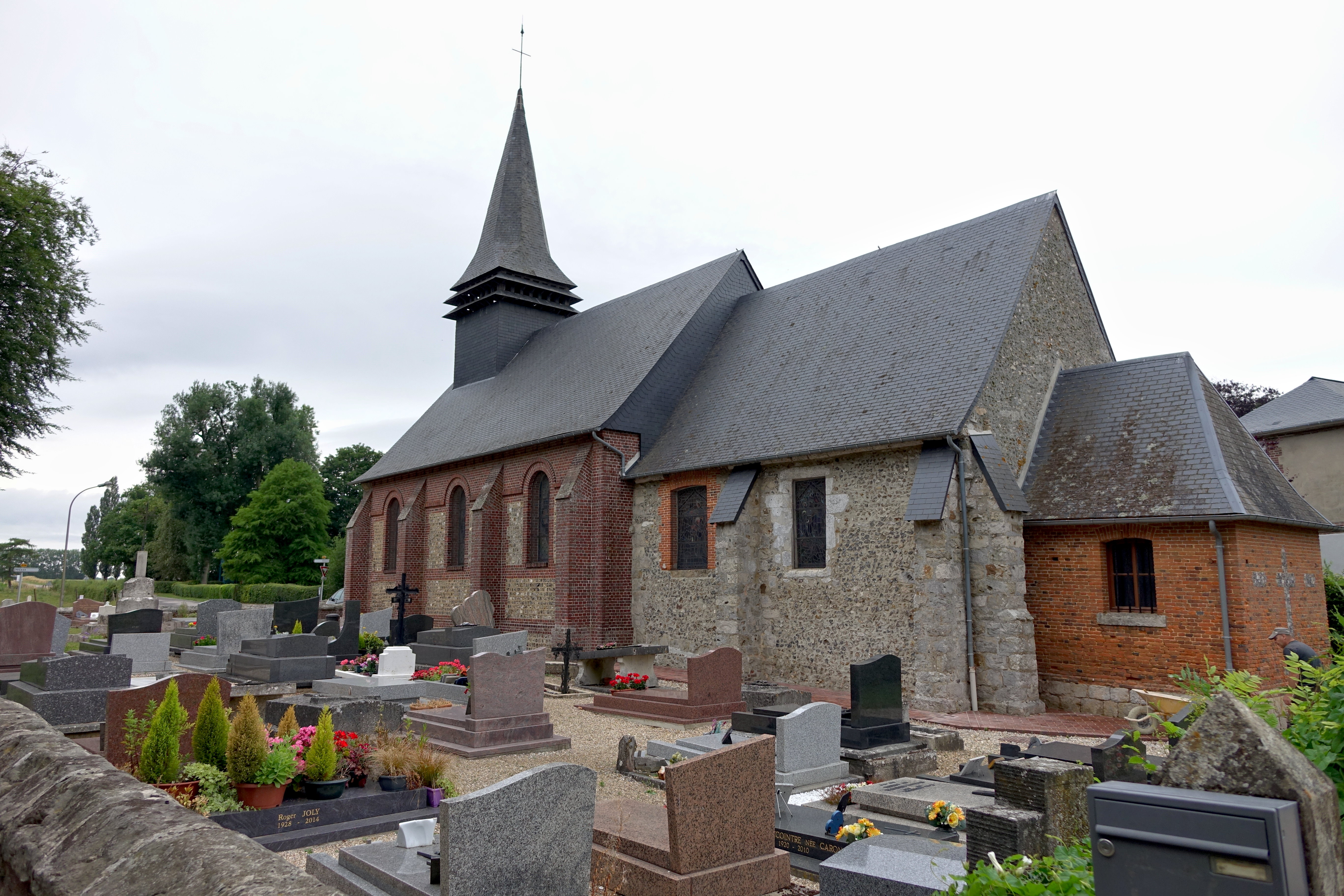
Kirche Saint-Martin